# Lista över avsnitt av Kulturfrågan Kontrapunkt
Detta är en lista över samtliga avsnitt av TV-programmet Kulturfrågan Kontrapunkt, med deltagare och resultat i alla matcher, samt statistik över deltagare och musiker. 

## Deltagare
Sammanlagt har 51 personer deltagit som tävlande i Kulturfrågan Kontrapunkt genom åren. Ett antal har deltagit i fler än en säsong, enligt nedan: 
| Antal säsonger      | Deltagare |                    |
| ------------------- | --- | ------------------ |
| Deltagit 4 säsonger | Jenny Lindh, Nicholas Ringskog Ferrada-Noli | 2 personer         |
| Deltagit 3 säsonger | Peter Apelgren, Ebba de Faire, Göran Gademan, Carl-Johan Olsson, Carolina Sandgren, Patrik Steorn, Paul Tenngart, Lovisa Törnsten, Ebba Witt-Brattström | 9 personer         |
| Deltagit 2 säsonger | Patrick Amsellem, Jenny Aschenbrenner, Elin Boardy, Medea Ekner, Cecilia Gelin, Christian Karlsen, Maria Lind, Camilla Lundberg, Daniel Sjölin, Benjamin Staern, Björn Wiman, Sami Yousri, Helena von Zweigbergk | 13 personer        |
| Deltagit 1 säsong   | Anna Brodow, Carina Burman, Dennis Dahlqvist, Monica Dominique, Maria Eklund, Jonas Ellerström, Axel Englund, Therese Eriksson, Aris Fioretos, Alexander Freudenthal, Alexandra Herlitz, Dan Jönsson, Johan Korsell, Hedda Krausz Sjögren, Dan Laurin, Linda Mallik, Björn Ranelid, Sinziana Ravini, Staffan Scheja, Marina Schiptjenko, Eric Schüldt, Francisca Skoogh, Rickard Söderberg, Astrid Trotzig, Negar Zarassi, Johanna Ögren, Maria Öhman | 27 personer        |
|                     | | Totalt 51 personer |

## Musiker
Den enda huvudakt som förekommit i mer än ett avsnitt är Svenska Kammarorkestern under ledning av Martin Fröst, och detta dessutom i samma säsong (7), då de var med i två avsnitt. 
För övrigt är det bara orkestermedlemmar och pianoackompanjatörer som varit med fler gånger.
Pianoackompanjatörerna enligt tabell nedan:
| Antal säsonger    | Musiker                          |  |
| ----------------- | -------------------------------- |  |
| Deltagit 5 gånger | Magnus Svensson                  |  |
| Deltagit 4 gånger | -                                |  |
| Deltagit 3 gånger | Lisa Fröberg                     |  |
| Deltagit 2 gånger | Ruth Pergament, Francisca Skoogh |  |

Dessutom:
- Francisca Skoog har deltagit en säsong som tävlande och två gånger som ackompanjatör.
- Richard Söderberg har deltagit en säsong som tävlande och en säsong som domare.

## Detaljer över samtliga säsonger

### Säsong 1, 2017
Serien sändes i SVT mellan 29 mars och 17 maj 2017, och bestod av åtta avsnitt. Programledare var Ella Petersson och domare Eva Beckman.
Deltagande lag:
- Lag Söderberg. Lagmedlemmar var operasångaren Rickard Söderberg, skribenten Johanna Ögren och Lovisa Törnsten, konstspecialist vid Bukowskis.
- Lag Witt-Brattström. Lagmedlemmar var litteraturvetaren Ebba Witt-Brattström, teatervetaren och operadramaturgen Göran Gademan samt Carl-Johan Olsson, intendent vid Nationalmuseum.
- Lag Apelgren. Lagmedlemmar var komikern Peter Apelgren, författaren Astrid Trotzig och dirigenten Maria Eklund
- Lag Dominique. Lagmedlemmar var pianisten, kompositören och revyartisten Monica Dominique, konstvetaren Anna Brodow Inzaina och litteraturvetaren Paul Tenngart.

De fyra lagen möttes alla mot alla i en grundserie spännande över de sex första avsnitten. Segraren i grundserien gick direkt till final, medan tvåa och trean i grundserien möttes i en semifinalmatch, där segraren blev den andra motståndaren i finalen. Segrande lag blev Lag Witt-Brattström, efter att ha gått obesegrade genom hela programserien.
| Nr | Sändnings- datum 2017 | Lag 1                                                                      | Lag 2                                                                | Resultat | Liveuppträdande                                       | Tittarsiffror |
| -- | --------------------- | -------------------------------------------------------------------------- | -------------------------------------------------------------------- | -------- | ----------------------------------------------------- | ------------- |
| 1  | 29 mars               | Peter Apelgren, Astrid Trotzig, Maria Eklund                               | Ebba Witt Brattström, Göran Gademan, Carl-Johan Olsson               | 24–28    | Malin Byström, sopran och Magnus Svensson, piano      | 411 000       |
| 2  | 5 april               | Ebba Witt Brattström, Göran Gademan, Carl-Johan Olsson                     | Monica Dominique, Anna Brodow, Paul Tenngart                         | 32–20    | Första Parkett, musiker och Aksel Rykkvin, gossopran  | 382 000       |
| 3  | 12 april              | Rickard Söderberg, Johanna Ögren, Lovisa Törnsten                          | Monica Dominique, Anna Brodow, Paul Tenngart                         | 22–23    | Margareta Bengtson, harpa och Jan Bengtson, tvärflöjt | 347 000       |
| 4  | 19 april              | Ebba Witt Brattström, Göran Gademan, Carl-Johan Olsson                     | Rickard Söderberg, Johanna Ögren, Lovisa Törnsten                    | 23–21    | Rilkeensemblen                                        | 360 000       |
| 5  | 26 april              | Monica Dominique, Anna Brodow, Paul Tenngart                               | Peter Apelgren, Astrid Trotzig, Maria Eklund                         | 23–15    | Michael Weinius, tenor och Lisa Fröberg, piano        | 352 000       |
| 6  | 3 maj                 | Rickard Söderberg, Johanna Ögren, Lovisa Törnsten                          | Peter Apelgren, Astrid Trotzig, Maria Eklund                         | 19–24    | Göteborg Wind Orchestra                               | 395 000       |
| 7  | 10 maj, semifinal     | 2:an i grundserien, Monica Dominique, Anna Brodow, Paul Tenngart           | 3:an i grundserien, Peter Apelgren, Astrid Trotzig, Maria Eklund     | 22–18    | Terés Löf, piano och Christian Svarfvar, violin       | 324 000       |
| 8  | 17 maj, final         | 1:an i grundserien, Ebba Witt Brattström, Göran Gademan, Carl-Johan Olsson | Segraren i semifinalen, Monica Dominique, Anna Brodow, Paul Tenngart | 23–12    | Musiker ur Göteborgs Symfoniker                       | 431 000       |

### Säsong 2, 2018
Serien sändes i SVT mellan 21 februari och 11 april 2018, och bestod av åtta avsnitt. Programledare var Ella Petersson och domare Eva Beckman.
Deltagande lag:
- Regerande mästarna Lag Witt-Brattström. Lagmedlemmar var litteraturvetaren Ebba Witt-Brattström, teatervetaren och operadramaturgen Göran Gademan samt Carl-Johan Olsson, intendent vid Nationalmuseum.
- Lag Scheja. Lagmedlemmar var pianisten Staffan Scheja, litteraturvetaren Carina Burman och konstkritikern Sinziana Ravini.
- Lag Apelgren. Lagmedlemmar var komikern Peter Apelgren, bibliotekarien Jenny Lindh och Johan Korssell, programledare för Musikrevyn i P2.
- Lag Törnsten. Lagmedlemmar var Lovisa Törnsten, konstspecialist vid Bukowskis, författaren Björn Ranelid och musikkritikern Nicholas Ringskog Ferrada-Noli.

De fyra lagen möttes alla mot alla i en grundserie spännande över de sex första avsnitten. Segraren i grundserien gick direkt till final, medan tvåa och trean i grundserien möttes i en semifinalmatch, där segraren blev den andra motståndaren i finalen. Segrande lag blev även detta år Lag Witt-Brattström, även detta år genom att ha gått obesegrade genom hela programserien.
Förutom deltagarna i Lag Witt-Brattström så deltog även Peter Apelgren och Lovisa Törnsten för andra året, men i nya lagkonstellationer.
| Nr | Sändnings- datum 2018 | Lag 1                                                                           | Lag 2                                                                                  | Resultat | Liveuppträdande                                                                                   | Tittarsiffror |
| -- | --------------------- | ------------------------------------------------------------------------------- | -------------------------------------------------------------------------------------- | -------- | ------------------------------------------------------------------------------------------------- | ------------- |
| 1  | 21 februari           | Peter Apelgren, Jenny Lindh, Johan Korssell                                     | Lovisa Törnsten, Björn Ranelid, Nicholas Ringskog Ferrada-Noli                         | 21–28    | Iréne Theorin, sopran och Magnus Svensson, piano                                                  | 355 000       |
| 2  | 28 februari           | Ebba Witt-Brattström, Göran Gademan, Carl-Johan Olsson                          | Staffan Scheja, Carina Burman, Sinziana Ravini                                         | 23–18    | Radiokören                                                                                        | 368 000       |
| 3  | 7 mars                | Staffan Scheja, Carina Burman, Sinziana Ravini                                  | Peter Apelgren, Jenny Lindh, Johan Korssell                                            | 11–29    | Cecilia Zilliacus, violin och Bengt Forsberg, piano                                               | 367 000       |
| 4  | 14 mars               | Lovisa Törnsten, Björn Ranelid, Nicholas Ringskog Ferrada-Noli                  | Staffan Scheja, Carina Burman, Sinziana Ravini                                         | 21–20    | Mats Bergström, gitarr                                                                            | 382 000       |
| 5  | 21 mars               | Ebba Witt-Brattström, Göran Gademan, Carl-Johan Olsson                          | Peter Apelgren, Jenny Lindh, Johan Korssell                                            | 25–24    | Zlata Chochieva, piano                                                                            | 406 000       |
| 6  | 28 mars               | Lovisa Törnsten, Björn Ranelid, Nicholas Ringskog Ferrada-Noli                  | Ebba Witt-Brattström, Göran Gademan, Carl-Johan Olsson                                 | 17–25    | Svante Henryson, cello; Anna Christensson, piano                                                  | 388 000       |
| 7  | 4 april, semifinal    | Trean i grundserien, Peter Apelgren, Jenny Lindh, Johan Korssell                | Tvåan i grundserien, Lovisa Törnsten, Björn Ranelid, Nicholas Ringskog Ferrada-Noli    | 19–23    | Barytonen Ola Eliasson ackompanjerad av Ruth Pergament, piano. Dessutom Ola Eliasson på dragspel. | 393 000       |
| 8  | 11 april, final       | Vinnaren av grundserien: Ebba Witt-Brattström, Göran Gademan, Carl-Johan Olsson | Vinnaren i semifinalen: Lovisa Törnsten, Björn Ranelid, Nicholas Ringskog Ferrada-Noli | 20–9     | Norrköpings symfoniorkester under ledning av Cathrine Winnes                                      | 401 000       |

### Säsong 3, 2019
Serien sändes i SVT mellan 21 augusti och 9 oktober 2019, och bestod av sju avsnitt. Programledare var Ella Petersson och domare Eva Beckman. 
Den 18 december sändes en julspecial, som inte ingick i huvudserien. Ettan och tvåan i grundserien gick till final. 
Deltagande lag:
- Regerande mästarna Lag Witt-Brattström. Lagmedlemmar var litteraturvetaren Ebba Witt-Brattström, teatervetaren och operadramaturgen Göran Gademan samt Carl-Johan Olsson, intendent vid Nationalmuseum.
- Lag Lindh. Lagmedlemmar var bibliotekarien Jenny Lindh, musikkritikern Nicholas Ringskog Ferrada-Noli och konstvetaren Ebba de Faire.
- Lag Apelgren. Lagmedlemmar var komikern Peter Apelgren, pianisten Francisca Skoogh samt författaren och förläggaren Jonas Ellerström.
- Lag Schiptjenko. Lagmedlemmar var galleristen och musikern Marina Schiptjenko, blockflöjtisten Dan Laurin och litteraturvetaren och författaren Aris Fioretos.

Segrande lag blev för tredje året Lag Witt-Brattström. Laget förklarades därefter för eviga stormästare och fick inte delta fler gånger.
 Peter Apelgren deltog för tredje året, men med nya lagkamrater. Jenny Lindh deltog för andra året, detta år som ledare för ett eget lag. Även Nicholas Ringskog Ferrada-Noli deltog för andra året.
| Nr | Sändnings- datum 2019 | Lag 1                                                         | Lag 2                                                         | Resultat | Liveuppträdande                                                               | Tittarsiffror |
| -- | --------------------- | ------------------------------------------------------------- | ------------------------------------------------------------- | -------- | ----------------------------------------------------------------------------- | ------------- |
| 1  | 21 augusti            | Marina Schiptjenko, Dan Laurin och Aris Fioretos              | Jenny Lindh, Nicholas Ringskog Ferrada-Noli och Ebba de Faire | 16–29    | Gunnar Idenstam (orgel), och Lisa Rydberg (violin)                            | 388 000       |
| 2  | 28 augusti            | Peter Apelgren, Francisca Skoogh och Jonas Ellerström         | Ebba Witt-Brattström, Göran Gademan och Carl-Johan Olsson     | 26–15    | Sopranen Ann Hallenberg och Göteborg Baroque                                  | 362 000       |
| 3  | 4 september           | Ebba Witt-Brattström, Göran Gademan och Carl-Johan Olsson     | Marina Schiptjenko, Dan Laurin och Aris Fioretos              | 25–17    | Göran Marcusson och flöjtkvartetten 40F                                       | 349 000       |
| 4  | 11 september          | Jenny Lindh, Nicholas Ringskog Ferrada-Noli och Ebba de Faire | Peter Apelgren, Francisca Skoogh och Jonas Ellerström         | 16–24    | Kungliga Filharmonikernas Orkesterakademi                                     | 372 000       |
| 5  | 18 september          | Peter Apelgren, Francisca Skoogh och Jonas Ellerström         | Marina Schiptjenko, Dan Laurin och Aris Fioretos              | 34–9     | Tenorerna Daniel Johansson och Marcus Jupither samt pianisten Magnus Svensson | 397 000       |
| 6  | 25 september          | Ebba Witt-Brattström, Göran Gademan och Carl-Johan Olsson     | Jenny Lindh, Nicholas Ringskog Ferrada-Noli och Ebba de Faire | 24–14    | Valentina Lisitsa, piano                                                      | 379 000       |
| 7  | 9 oktober, final      | Peter Apelgren, Francisca Skoogh och Jonas Ellerström         | Ebba Witt-Brattström, Göran Gademan och Carl-Johan Olsson     | 25–33    | Helsingborgs symfoniorkester                                                  | 401 000       |

#### Julfrågan Kontrapunkt
Den 18 december 2019 sändes ett specialavsnitt av Kontrapunkt, med titeln Julfrågan Kontrapunkt. Avsnittet var helt fristående och inte kopplat till tävlingen i de tidigare avsnitten under hösten.
| Nr | Sändnings- datum        | Lag 1                                                  | Lag 2                                         | Resultat | Liveuppträdande                                      | Tittarsiffror |
| -- | ----------------------- | ------------------------------------------------------ | --------------------------------------------- | -------- | ---------------------------------------------------- | ------------- |
| –  | 18 december, julspecial | Stina Wollter, Kalle Moraeus och Helena von Zweigbergk | Lasse Åberg, Tina Ahlin och Martina Montelius | 40–33    | Loa Falkman med Jul-kvintetten och Göteborgs Gosskör | 604 000       |

### Säsong 4, 2021
Serien sändes i SVT mellan 31 mars och 19 maj 2021, och bestod som tidigare säsonger av åtta avsnitt. Programledare var Ella Petersson och domare Eva Beckman.
Deltagande lag:
- Lag Lindh. Lagmedlemmar var bibliotekarien Jenny Lindh, musikkritikern Nicholas Ringskog Ferrada-Noli och konstvetaren Ebba de Faire.
- Lag Törnsten. Lagmedlemmar var Lovisa Törnsten, konstspecialist vid Bukowskis, Johan Korsell, programledare för Musikrevyn i P2 samt litteraturvetaren Paul Tenngart.
- Lag von Zweigbergk. Lagmedlemmar var författaren och filmkritikern Helena von Zweigbergk, dirigenten Christian Karlsen samt museologen och konstvetaren Medea Ekner.
- Lag Sjölin. Lagmedlemmar var litteraturkritikern och programledaren Daniel Sjölin, operasångerskan Carolina Sandgren samt konstvetaren och museichefen Patrik Steorn.

Segrande lag blev Lag Lindh, som medverkade för andra året i rad. De tre medlemmarna i Lag Törnsten hade deltagit tidigare, men inte i samma lag.
| Nr | Sändnings- datum 2021 | Lag 1                                                         | Lag 2                                                         | Resultat | Liveuppträdande                                  | Tittarsiffror |
| -- | --------------------- | ------------------------------------------------------------- | ------------------------------------------------------------- | -------- | ------------------------------------------------ | ------------- |
| 1  | 31 mars               | Lovisa Törnsten, Johan Korsell och Paul Tenngart              | Daniel Sjölin, Carolina Sandgren och Patrik Steorn            | 25–27    | Sara Parkman, Lisa Långbacka och Hampus Norén    | 386 000       |
| 2  | 7 april               | Helena von Zweigbergk, Christian Karlsen och Medea Ekner      | Jenny Lindh, Nicholas Ringskog Ferrada-Noli och Ebba de Faire | 15–23    | Johan Dalene, violin och Francisca Skoogh, piano | 383 000       |
| 3  | 14 april              | Daniel Sjölin, Carolina Sandgren och Patrik Steorn            | Helena von Zweigbergk, Christian Karlsen och Medea Ekner      | 27–25    | Dahlkvistkvartetten                              | 421 000       |
| 4  | 21 april              | Jenny Lindh, Nicholas Ringskog Ferrada-Noli och Ebba de Faire | Lovisa Törnsten, Johan Korsell och Paul Tenngart              | 22–20    | Kontrapunkts manskör                             | 465 000       |
| 5  | 28 april              | Lovisa Törnsten, Johan Korsell och Paul Tenngart              | Helena von Zweigbergk, Christian Karlsen och Medea Ekner      | 31–33    | Sopranen Sofie Asplund, Lisa Fröberg, piano      | 370 000       |
| 6  | 5 maj                 | Daniel Sjölin, Carolina Sandgren och Patrik Steorn            | Jenny Lindh, Nicholas Ringskog Ferrada-Noli och Ebba de Faire | 26–32    | Drottningholms Barockensemble                    | 403 000       |
| 7  | 12 maj, semifinal     | Helena von Zweigbergk, Christian Karlsen och Medea Ekner      | Daniel Sjölin, Carolina Sandgren och Patrik Steorn            | 32–20    | Pianovirtuosen Aristo Sham                       | 402 000       |
| 8  | 19 maj, final         | Helena von Zweigbergk, Christian Karlsen och Medea Ekner      | Jenny Lindh, Nicholas Ringskog Ferrada-Noli och Ebba de Faire | 12–23    | Wermland Operas orkester                         | 435 000       |

### Säsong 5, 2022
Serien sändes i SVT1 mellan 23 februari och 13 april 2022, och bestod som tidigare säsonger av åtta avsnitt. Programledare var Ella Petersson och domare Eva Beckman, avsnitt 1,2,7 och 8 samt Malin Jacobson Båth, avsnitt 3-6.
Deltagande lag:
- Lag Lindh. Lagmedlemmar var bibliotekarien Jenny Lindh, musikkritikern Nicholas Ringskog Ferrada-Noli och konstvetaren Ebba de Faire.
- Lag Boardy. Lagmedlemmar bibliotekarien Elin Boardy, chefen för Statens konstråd Patrick Amsellem och operasångaren Sami Yousri.
  - Laget hette från början 'Lag Schüldt', då Eric Schüldt var tänkt som deltagare. Dock fick han förhinder efter program 1, och ersattes med Yousri. Laget bytte då namn till Lag Boardy.
- Lag von Zweigbergk. Lagmedlemmar var författaren och filmkritikern Helena von Zweigbergk, dirigenten Christian Karlsen samt museologen och konstvetaren Medea Ekner.
  - Medea Ekner ersattes efter program 1 med Maria Öhman, efter att Ekner fått förhinder.
- Lag Sjölin. Lagmedlemmar var litteraturkritikern och programledaren Daniel Sjölin, operasångerskan Carolina Sandgren samt konstvetaren och museichefen Patrik Steorn.

Segrande lag blev Lag Boardy, som medverkade för första året.
| Nr | Sändnings- datum, vår 2022 | Lag 1                                                      | Lag 2                                                      | Resultat | Liveuppträdande                                      | Tittarsiffror |
| -- | -------------------------- | ---------------------------------------------------------- | ---------------------------------------------------------- | -------- | ---------------------------------------------------- | ------------- |
| 1  | 23 februari                | Jenny Lindh, Nicholas Ringskog Ferrada-Noli, Ebba de Faire | Helena von Zweigbergk, Christian Karlsen, Medea Ekner      | 24–20    | Ida Falk Winland, sopran samt Magnus Svensson, piano | 341 000       |
| 2  | 2 mars                     | Eric Schüldt, Elin Boardy, Patrick Amsellem                | Jenny Lindh, Nicholas Ringskog Ferrada-Noli, Ebba de Faire | 18–23    | Karlsson Barock                                      | 319 000       |
| 3  | 9 mars                     | Daniel Sjölin, Carolina Sandgren, Patrik Steorn            | Elin Boardy, Patrick Amsellem, Sami Yousri                 | 28–27    | Jacob Kellerman, gitarr                              | 360 000       |
| 4  | 16 mars                    | Helena von Zweigbergk, Christian Karlsen, Maria Öhman      | Daniel Sjölin, Carolina Sandgren, Patrik Steorn            | 32–26    | Viktor Johansson, tenor, Karin Holm, piano           | 386 000       |
| 5  | 23 mars                    | Elin Boardy, Patrick Amsellem, Sami Yousri                 | Helena von Zweigbergk, Christian Karlsen, Maria Öhman      | 36–23    | Stråkkvartetten Quartiett                            | 394 000       |
| 6  | 30 mars                    | Daniel Sjölin, Carolina Sandgren, Patrik Steorn            | Jenny Lindh, Nicholas Ringskog Ferrada-Noli, Ebba de Faire | 29–31    | Ingen huvudartist                                    | 399 000       |
| 7  | 6 april, semifinal         | Elin Boardy, Patrick Amsellem, Sami Yousri                 | Daniel Sjölin, Carolina Sandgren, Patrik Steorn            | 37–27    | Julia Sigova, Piano                                  | 380 000       |
| 8  | 13 april, final            | Jenny Lindh, Nicholas Ringskog Ferrada-Noli, Ebba de Faire | Elin Boardy, Patrick Amsellem, Sami Yousri                 | 24–35    | Ingen huvudartist                                    | 374 000       |

### Säsong 6, 2023
Serien sändes i SVT1 mellan 18 oktober och 13 december 2023. Serien bestod av åtta avsnitt i själva tävlingen, plus en julspecial som sändes 13 december 2023. Programledare var Ella Petersson och domare Eva Beckman.
Deltagande lag:
- Lag Boardy. Föregående års vinnarlag. Lagmedlemmar bibliotekarien Elin Boardy, chefen för Statens konstråd Patrick Amsellem och operasångaren Sami Yousri.
- Lag Lundberg. Lagmedlemmar kulturjournalisten Camilla Lundberg, konstvetaren Cecilia Gelin och journalisten och redaktionschefen Björn Wiman
- Lag Aschenbrenner. Lagmedlemmar kulturjournalisten Jenny Aschenbrenner, tonsättaren Benjamin Staern och Maria Lind, chef för Konstmuseet i Norr.
- Lag Dahlqvist. Lagmedlemmar konst- och designkritikern Dennis Dahlqvist, kompositören Alexander Freudenthal och Hedda Krausz Sjögren, dramatiker och producent.

Segrande lag blev Lag Lundberg, som deltog för första gången.
| Nr | Sändnings- datum, höst 2023 | Lag 1                                            | Lag 2                                                         | Resultat | Liveuppträdande                                                                | Tittarsiffror |
| -- | --------------------------- | ------------------------------------------------ | ------------------------------------------------------------- | -------- | ------------------------------------------------------------------------------ | ------------- |
| 1  | 18 oktober                  | Elin Boardy, Patrick Amsellem, Sami Yousri       | Camilla Lundberg, Cecilia Gelin, Björn Wiman                  | 29 - 25  | Kören Ensemble 23                                                              |               |
| 2  | 25 oktober                  | Jenny Aschenbrenner, Benjamin Staern, Maria Lind | Dennis Dahlqvist, Alexander Freudenthal, Hedda Krausz Sjögren | 32 - 34  | Gitarrduon Gothenburg Combo                                                    |               |
| 3  | 1 november                  | Elin Boardy, Patrick Amsellem, Sami Yousri       | Dennis Dahlqvist, Alexander Freudenthal, Hedda Krausz Sjögren | 36 - 26  | Ava Bahari, violin                                                             |               |
| 4  | 8 november                  | Camilla Lundberg, Cecilia Gelin, Björn Wiman     | Jenny Aschenbrenner, Benjamin Staern, Maria Lind              | 26 - 28  | Göteborg Wind Orchestra                                                        |               |
| 5  | 15 november                 | Camilla Lundberg, Cecilia Gelin, Björn Wiman     | Dennis Dahlqvist, Alexander Freudenthal, Hedda Krausz Sjögren | 44 - 22  | Operasångerskorna Julia Sporsén och Emma Sventelius samt Ruth Pergament, piano |               |
| 6  | 22 november                 | Jenny Aschenbrenner, Benjamin Staern, Maria Lind | Elin Boardy, Patrick Amsellem, Sami Yousri                    | 31 - 24  | Martin Hederos, piano och Dan Berglund, kontrabas                              |               |
| 7  | 29 november, semifinal      | Elin Boardy, Patrick Amsellem, Sami Yousri       | Camilla Lundberg, Cecilia Gelin, Björn Wiman                  | 30 - 31  | Operaångaren Anton Ljungqvist och pianisten Lisa Fröberg                       |               |
| 8  | 6 december, final           | Camilla Lundberg, Cecilia Gelin, Björn Wiman     | Jenny Aschenbrenner, Benjamin Staern, Maria Lind              | 35 - 26  | Musiker ur Göteborgsoperans orkester                                           |               |

#### Julspecial 2023
Den 13 december 2023 sändes en julspecial, fristående och inte kopplad till tävlingen i de tidigare avsnitten under hösten.
| Nr | Sändnings- datum | Lag 1                                               | Lag 2                                             | Resultat | Liveuppträdande | Tittarsiffror |
| -- | ---------------- | --------------------------------------------------- | ------------------------------------------------- | -------- | --------------- | ------------- |
| –  | 13 december      | Peter Apelgren, David Lagercrantz och Shirley Clamp | Dick Harrison, Gunhild Carling och Johanna Lundin |          | Måns Zelmerlöw  |               |

### Säsong 7
Serien sändes i SVT1 mellan 9 oktober och 18 december 2023. Serien bestod av tio avsnitt i själva tävlingen, plus en jubileumsspecial som sändes 18 december 2023.
Att serien bestod av 10 avsnitt i själva tävlingen innebar ett annat tävlingsupplägg. Innehavarna av segern från förra året, Lag Lundberg, gick direkt till semifinalserien, medan de fyra övriga lagen gjorde upp i grundserien. Match 1-6 bestod alltså av grundserien, varifrån 1:an och 2:an gick vidare. Match 7-9 bestod av en 'semifinalserie', där 1:an och 2:an från grundserien, samt direktkvalificerade stormästarna Lag Lundberg gjorde upp om de två finalplatserna. Match 10 bestod av finalen.

Programledare var Ella Petersson och domare Richard Söderberg. 
Deltagande lag:
- Lag Lundberg, segrare från förra säsongen. Lagmedlemmar kulturjournalisten Camilla Lundberg, konstvetaren Cecilia Gelin och journalisten och redaktionschefen Björn Wiman. Laget deltog för andra gången.
- Lag Aschenbrenner. Lagmedlemmar kulturjournalisten Jenny Aschenbrenner, tonsättaren Benjamin Staern och Maria Lind, chef för Konstmuseet i Norr. Laget var med för andra gången.
- Lag Sandgren. Lagmedlemmar var operasångerskan Carolina Sandgren, konstvetaren och museichefen Patrik Steorn samt litteraturvetaren Paul Tenngart. Sandgren och Steorn hade tävlat tillsammans två gånger tidigare i samma lag, medan Tenngart deltagit i två olika lag i tidigare säsonger.
- Lag Mallik. Lagmedlemmarna var musikern och dramatikern Linda Mallik, konstkritikern och författaren Dan Jönsson och Therese Eriksson, litteraturkritiker och Kulturförmedlare i Skellefteå kommun. Laget var helt nytt för säsongen.
- Lag Englund. Medlemmar litteraturvetaren och översättaren Axel Englund, konstvetaren Alexandra Herlitz och operasångaren Negar Zarassi. Laget var helt nytt för säsongen

Segrande lag blev Lag Mallik, som deltog för första gången.
| Nr | Sändnings- datum, höst 2024 | Lag 1                                               | Lag 2                                               | Resultat | Liveuppträdande                                                    | Tittarsiffror |
| -- | --------------------------- | --------------------------------------------------- | --------------------------------------------------- | -------- | ------------------------------------------------------------------ | ------------- |
| 1  | 9 oktober                   | Jenny Aschenbrenner, Benjamin Staern och Maria Lind | Axel Englund, Alexandra Herlitz, Negar Zarassi      | 24 - 26  | Pianisten Elias Xie                                                |               |
| 2  | 16 oktober                  | Carolina Sandgren, Patrik Steorn, Paul Tenngart     | Linda Mallik, Dan Jönsson, Therese Eriksson         | 25 - 30  | Laura Michelin, flöjt, samt Francisca Skoogh, piano                |               |
| 3  | 23 oktober                  | Linda Mallik, Dan Jönsson, Therese Eriksson         | Jenny Aschenbrenner, Benjamin Staern och Maria Lind | 33 - 25  | Östgötabandet                                                      |               |
| 4  | 30 oktober                  | Axel Englund, Alexandra Herlitz, Negar Zarassi      | Carolina Sandgren, Patrik Steorn, Paul Tenngart     | 28 - 34  | Svenska Kammarorkestern under ledning av Martin Fröst.             |               |
| 5  | 6 november                  | Linda Mallik, Dan Jönsson, Therese Eriksson         | Axel Englund, Alexandra Herlitz, Negar Zarassi      | 28 - 20  | Martin Fröst, klarinett, och Svenska Kammarorkestern               |               |
| 6  | 13 november                 | Carolina Sandgren, Patrik Steorn, Paul Tenngart     | Jenny Aschenbrenner, Benjamin Staern och Maria Lind | 24 - 10  | Malvakvartetten                                                    |               |
| 7  | 20 november, semifinal 1    | Carolina Sandgren, Patrik Steorn, Paul Tenngart     | Camilla Lundberg, Cecilia Gelin, Björn Wiman        | 29 - 24  | Operaångaren Karl-Magnus Fredriksson och pianisten Magnus Svensson |               |
| 8  | 27 november, semifinal 2    | Linda Mallik, Dan Jönsson, Therese Eriksson         | Carolina Sandgren, Patrik Steorn, Paul Tenngart     | 29 - 31  | Sopranen Kathrin Lorenzen och pianisten Oskar Ekberg               |               |
| 9  | 4 december, semifinal 3     | Camilla Lundberg, Cecilia Gelin, Björn Wiman        | Linda Mallik, Dan Jönsson, Therese Eriksson         | 25 - 33  | Carl Johans kammarkör under ledning av David Molin                 |               |
| 10 | 11 december, FINAL!         | Linda Mallik, Dan Jönsson, Therese Eriksson         | Carolina Sandgren, Patrik Steorn, Paul Tenngart     | 27 - 26  | Orfeus barock Stockholm under ledning av Johannes Rostamo          |               |

#### Jubileumsspecial 2024
Jubileet bestod av att det var 60 år sedan föregångaren Musikfrågan Kontrapunkt började sändas. Programmet spelades in inför publik på Göteborgs konserthus, och sändes den 18 december 2024. Programledare var Ella Petersson och domare Eva Beckman.
| Nr | Sändnings- datum | Lag 1                                     | Lag 2                                           | Resultat | Liveuppträdande | Tittarsiffror |
| -- | ---------------- | ----------------------------------------- | ----------------------------------------------- | -------- | --- | ------------- |
| 11 | 18 december      | Jan Guillou, Andrea Tarrodi, Måns Nilsson | Li Pamp, Paula af Malmborg Ward och Victor Malm | 46 - 27  | Bohuslän Big Band, operasångaren Malena Ernman, pianisten David Carbe, organisten Svetla Tsvetkova samt Tomas von Brömssen, uppläsare. |               |